# Luca Oyen
Luca Oyen, né le 14 mars 2003 à Nottingham en Angleterre, est un footballeur belge qui joue au poste de milieu de terrain au KRC Genk.

## Biographie

### En club

#### Jeunesse et formation
Luca Oyen naît le 14 mars 2003 à Nottingham lorsque son père, Davy Oyen évoluait à Nottingham Forest entre 2003 et 2004. En 2004, la famille Oyen rentre en Belgique à la suite du transfert de Davy Oyen à Heusden-Zolder et un an plus tard, Luca Oyen commence le football à l'âge de cinq ans au club local du Genk VV.
L'année d'après, l'ancien club de son père, le KRC Genk recrute le petit Luca où il passera dans toutes les équipes de jeunes. Lors de la saison 2018-2019 du championnat de Belgique, le KRC Genk est sacré champion, signifiant une qualification la saison d'après de l'équipe des moins de 19 ans en UEFA Youth League 2019-2020. Il s'illustre lors de cette compétition aux côtés d'autres jeunes prometteurs tels que Pierre Dwomoh ou encore Maarten Vandevoordt, le KRC Genk finit troisième des phases de groupes (à 2 points du RB Salzbourg) et est donc eliminé de la compétition.

#### KRC Genk (depuis 2020)
Luca Oyen signe son premier contrat professionnel avec le KRC Genk en août 2018 alors qu'il n'a que 15 ans, un an plus tard et à la suite de bonnes performances en UEFA Youth League 2019-2020 il prolonge jusqu'en 2022 et Genk "se réjouit de sa fidélité au club" alors que bon nombre de clubs de grands championnats étaient intéressés par le jeune milieu belge.
Deux mois plus tard, Hannes Wolf (entraîneur du KRC Genk entre 2019 et 2020) l'intègre temporairement en équipe première, à l'occasion du stage d'hiver annuel de l'équipe première. 
Il impressionne encore une fois lors de ces stages et plus particulièrement face au Ferencváros TC, le KRC Genk est alors mené jusqu'à son entrée à la 68e minute de jeu, il s'illustre en marquant un but à la 80e minute et en délivrant une passe décisive pour Stephen Odey quatre minutes plus tard, Genk finit par remporter la rencontre 2 à 1.
Luca intègre pour la première fois l'équipe première à l'occasion d'un match de championnat le 7 mars 2020, lors de la rencontre face au KV Ostende, il passe cependant l'entièreté de la rencontre sur le banc, Genk remporte la rencontre 2 à 4. Sa position en équipe première est alors assez ambiguë jusqu'à ce que le KRC Genk confirme en fin de saison que Luca Oyen fera officiellement partie du noyau de l'équipe première à partir de la saison 2020-2021.

## Style de jeu
Le 8 octobre 2020, The Guardian publie « Next Generation 2020 », une liste comportant les soixante meilleurs talents nés en 2003, dont Luca Oyen fait partie. Kristof Terreur explique sa présence dans cette liste : "Il est considéré comme l'un des plus grands talents de sa génération. Avec sa superbe technique, sa bonne vision et une capacité de faire des choses à très grande vitesse, Oyen a tout ce dont un milieu offensif moderne a besoin."

## Statistiques

### En club
| Saison                | Club                  | Championnat           | Championnat | Championnat | Championnat | Coupe(s) nationale(s) | Coupe(s) nationale(s) | Coupe(s) nationale(s) | Supercoupe | Supercoupe | Supercoupe | Compétition(s) continentale(s) | Compétition(s) continentale(s) | Compétition(s) continentale(s) | Compétition(s) continentale(s) | Autres compétitions | Autres compétitions | Autres compétitions | Autres compétitions | Total | Total | Total |
| Saison                | Club                  | Division              | M.          | B.          | P.d.        | M.                    | B.                    | P.d.                  | M.         | B.         | P.d.       | Comp.                          | M.                             | B.                             | P.d.                           | Comp.               | M.                  | B.                  | P.d.                | M.    | B.    | P.d.  |
| 2020-2021             | KRC Genk              | Division 1A           | 17          | 0           | 1           | 1                     | 0                     | 1                     | -          | -          | -          | -                              | -                              | -                              | -                              | PO1                 | 3                   | 0                   | 0                   | 21    | 0     | 2     |
| 2021-2022             | KRC Genk              | Division 1A           | 20          | 2           | 3           | 2                     | 0                     | 1                     | 0          | 0          | 0          | C1+C3                          | 0+3                            | 0+0                            | 0+0                            | PO2                 | 6                   | 0                   | 0                   | 31    | 2     | 4     |
| 2022-2023             | KRC Genk              | Division 1A           | 3           | 0           | 0           | -                     | -                     | -                     | -          | -          | -          | -                              | -                              | -                              | -                              | PO1                 | 3                   | 0                   | 0                   | 6     | 0     | 0     |
| 2023-2024             | KRC Genk              | Division 1A           | 15          | 1           | 1           | 2                     | 0                     | 0                     | -          | -          | -          | C1+C3+C4                       | 0+1+4                          | 0+0+0                          | 0+0+0                          | PO1+BE              | -                   | -                   | -                   | 22    | 1     | 1     |
| 2024-2025             | KRC Genk              | Division 1A           | 2           | 0           | 0           | 1                     | 0                     | 0                     | -          | -          | -          | -                              | -                              | -                              | -                              | PO1                 | 0                   | 0                   | 0                   | 3     | 0     | 0     |
| Sous-total            | Sous-total            | Sous-total            | 57          | 3           | 5           | 6                     | 0                     | 2                     | 0          | 0          | 0          | -                              | 8                              | 0                              | 0                              | -                   | 12                  | 0                   | 0                   | 83    | 3     | 7     |
| 2022-2023             | Jong Genk             | Division 1B           | -           | -           | -           | -                     | -                     | -                     | -          | -          | -          | -                              | -                              | -                              | -                              | PO                  | 2                   | 0                   | 0                   | 2     | 0     | 0     |
| 2024-2025             | Jong Genk             | Division 1B           | 11          | 1           | 1           | -                     | -                     | -                     | -          | -          | -          | -                              | -                              | -                              | -                              | -                   | -                   | -                   | -                   | 11    | 1     | 1     |
| Sous-total            | Sous-total            | Sous-total            | 11          | 1           | 1           | -                     | -                     | -                     | -          | -          | -          | -                              | -                              | -                              | -                              | -                   | 2                   | 0                   | 0                   | 13    | 1     | 1     |
| Total sur la carrière | Total sur la carrière | Total sur la carrière | 68          | 4           | 6           | 6                     | 0                     | 2                     | 0          | 0          | 0          | -                              | 8                              | 0                              | 0                              | -                   | 14                  | 0                   | 0                   | 96    | 4     | 8     |

## Palmarès

### En club
|  |  | KRC Genk - Championnat de Belgique : - Vice-champion : 2021 et 2023. - Coupe de Belgique (1) : - Vainqueur : 2021. - Supercoupe de Belgique : - Finaliste : 2021. |

## Vie privée
Luca Oyen est le fils de Davy Oyen, également footballeur professionnel ayant évolué au poste de défenseur de 1993 jusqu'en 2010 et qui a, lui aussi, commencé sa carrière au KRC Genk.